# Paradactylophorosoma insulanum
Paradactylophorosoma insulanum är en mångfotingart som beskrevs av Carl Graf Attems 1908. Paradactylophorosoma insulanum ingår i släktet Paradactylophorosoma och familjen knöldubbelfotingar. Inga underarter finns listade i Catalogue of Life.